# Světový pohár v orientačním běhu 2026
Světový pohár v orientačním běhu 2026 (Orienteering World Cup 2026) je 31. ročníkem této soutěže. Skládá se z 12 závodů, které se konají ve Švýcarsku, Švédsku, Česku a Litvě. Závody se konají ve formátech Long Distance, Middle Distance, Relay, Sprint Relay, Sprint a Knock-out Sprint.

## Program světového poháru 2026
| Jednotlivé závody                                                                        | Jednotlivé závody | Jednotlivé závody | Jednotlivé závody | Jednotlivé závody        |
| Locarno Skara-Lidköping Vyšší Brod Druskininkai Lokace míst závodů Světového poháru 2026 | Č.                | Datum             | Trať              | Místo                    |
| ---------------------------------------------------------------------------------------- | ----------------- | ----------------- | ----------------- | ------------------------ |
| Locarno Skara-Lidköping Vyšší Brod Druskininkai Lokace míst závodů Světového poháru 2026 | 1.                | 24. dubna 2026    | Sprint            | Locarno, Švýcarsko       |
| Locarno Skara-Lidköping Vyšší Brod Druskininkai Lokace míst závodů Světového poháru 2026 | 2.                | 25. dubna 2026    | Sprintové štafety | Locarno, Švýcarsko       |
| Locarno Skara-Lidköping Vyšší Brod Druskininkai Lokace míst závodů Světového poháru 2026 | 3.                | 26. dubna 2026    | Knock-Out Sprint  | Locarno, Švýcarsko       |
| Locarno Skara-Lidköping Vyšší Brod Druskininkai Lokace míst závodů Světového poháru 2026 | 4.                | 28. května 2026   | Knock-Out Sprint  | Skara-Lidköping, Švédsko |
| Locarno Skara-Lidköping Vyšší Brod Druskininkai Lokace míst závodů Světového poháru 2026 | 5.                | 30. května 2026   | Sprint            | Skara-Lidköping, Švédsko |
| Locarno Skara-Lidköping Vyšší Brod Druskininkai Lokace míst závodů Světového poháru 2026 | 6.                | 31. května 2026   | Sprintové štafety | Skara-Lidköping, Švédsko |
| Locarno Skara-Lidköping Vyšší Brod Druskininkai Lokace míst závodů Světového poháru 2026 | 7.                | 6. srpna 2026     | Long              | Vyšší Brod, Česko        |
| Locarno Skara-Lidköping Vyšší Brod Druskininkai Lokace míst závodů Světového poháru 2026 | 8.                | 8. srpna 2026     | Middle            | Vyšší Brod, Česko        |
| Locarno Skara-Lidköping Vyšší Brod Druskininkai Lokace míst závodů Světového poháru 2026 | 9.                | 9. srpna 2026     | Štafety           | Vyšší Brod, Česko        |
| Locarno Skara-Lidköping Vyšší Brod Druskininkai Lokace míst závodů Světového poháru 2026 | 10.               | 24. září 2026     | Long              | Druskininkai, Litva      |
| Locarno Skara-Lidköping Vyšší Brod Druskininkai Lokace míst závodů Světového poháru 2026 | 11.               | 26. září 2026     | Middle            | Druskininkai, Litva      |
| Locarno Skara-Lidköping Vyšší Brod Druskininkai Lokace míst závodů Světového poháru 2026 | 12.               | 27. září 2026     | Štafety           | Druskininkai, Litva      |

## Jednotlivé závody Světového poháru 2026
| Program jednotlivých závodů Světového poháru 2026 | Program jednotlivých závodů Světového poháru 2026 | Program jednotlivých závodů Světového poháru 2026 | Program jednotlivých závodů Světového poháru 2026 | Program jednotlivých závodů Světového poháru 2026 | Program jednotlivých závodů Světového poháru 2026 | Program jednotlivých závodů Světového poháru 2026 | Program jednotlivých závodů Světového poháru 2026 | Program jednotlivých závodů Světového poháru 2026 | Program jednotlivých závodů Světového poháru 2026 |
|                                                   |                                                   |                                                   |                                                   | Muži                                              | Muži                                              | Muži                                              | Ženy                                              | Ženy                                              | Ženy                                              |
| Pořadí                                            | Místo                                             | Disciplína                                        | Datum                                             | Zlatá medaile                                     | Stříbrná medaile                                  | Bronzová medaile                                  | Zlatá medaile                                     | Stříbrná medaile                                  | Bronzová medaile                                  |
| ------------------------------------------------- | ------------------------------------------------- | ------------------------------------------------- | ------------------------------------------------- | ------------------------------------------------- | ------------------------------------------------- | ------------------------------------------------- | ------------------------------------------------- | ------------------------------------------------- | ------------------------------------------------- |
| 1.                                                | Locarno, Švýcarsko                                | Sprint                                            | 24. dubna 2026                                    |                                                   |                                                   |                                                   |                                                   |                                                   |                                                   |
| 2.                                                | Locarno, Švýcarsko                                | Knock-Out Sprint                                  | 26. dubna 2026                                    |                                                   |                                                   |                                                   |                                                   |                                                   |                                                   |
| 3.                                                | Skara-Lidköping, Švédsko                          | Knock-Out Sprint                                  | 28. května 2026                                   |                                                   |                                                   |                                                   |                                                   |                                                   |                                                   |
| 4.                                                | Skara-Lidköping, Švédsko                          | Sprint                                            | 30. května 2026                                   |                                                   |                                                   |                                                   |                                                   |                                                   |                                                   |
| 5.                                                | Vyšší Brod, Česko                                 | Long                                              | 6. srpna 2026                                     |                                                   |                                                   |                                                   |                                                   |                                                   |                                                   |
| 6.                                                | Vyšší Brod, Česko                                 | Middle                                            | 8. srpna 2026                                     |                                                   |                                                   |                                                   |                                                   |                                                   |                                                   |
| 7.                                                | Druskininkai, Litva                               | Long                                              | 24. září 2026                                     |                                                   |                                                   |                                                   |                                                   |                                                   |                                                   |
| 8.                                                | Druskininkai, Litva                               | Middle                                            | 26. září 2026                                     |                                                   |                                                   |                                                   |                                                   |                                                   |                                                   |

## Štafety Světového poháru 2026
| 1. | Locarno, Švýcarsko       | Sprintová štafeta | 25. dubna 2026  |  |  |  |
| 2. | Skara-Lidköping, Švédsko | Sprintová štafeta | 31. května 2026 |  |  |  |
| 3. | Vyšší Brod, Česko        | Štafeta mužů      | 9. srpna 2026   |  |  |  |
| 4. | Vyšší Brod, Česko        | Štafeta žen       | 9. srpna 2026   |  |  |  |
| 5. | Druskininkai, Litva      | Štafeta mužů      | 27. září 2026   |  |  |  |
| 6. | Druskininkai, Litva      | Štafeta žen       | 27. září 2026   |  |  |  |

## Celkové pořadí
Vítězové a bodové hodnocení budou doplněny po skončení závodů.